# كلارنس هوارد كلارك سينيور
كلارنس هوارد كلارك سينيور (بالإنجليزية: Clarence Howard Clark, Sr.)‏ هو مصرفي أمريكي، ولد في 19 أبريل 1833، وتوفي في 1906.